# Терентьев, Александр Васильевич (лыжник)
Александр Васильевич Терентьев (род. 19 мая 1999, Нарьян-Мар, Архангельская область) — российский лыжник. Двукратный бронзовый призёр Олимпийских игр в Пекине (2022). Двукратный чемпион зимней Универсиады 2019 года. Заслуженный мастер спорта России (2022). Депутат Собрания депутатов Ненецкого автономного округа.

## Биография
Родился 19 мая 1999 года в Нарьян-Маре, Ненецкий автономный округ. Впервые принял участие в соревнованиях, учась в третьем классе, занял третье место. Стал заниматься в группе тренера Андрея Речкова. В декабре 2016 года после Всероссийских соревнований по лыжным гонкам среди юношей и девушек 17-18 лет был приглашён в юниорскую сборную России. Первым успехом на международных стартах стала бронза в спринте свободным стилем на XIII Европейском юношеском Олимпийском зимнем фестивале в Турции. Спустя месяц выиграл две золотые медали на зимней Спартакиаде учащихся России. Там же выполнил норматив мастера спорта России по лыжным гонкам.
Дебютировал в основной сборной России на этапе Кубка мира в Дрездене. В спринте коньком стал 17-м, а в эстафете вместе с напарником занял 5 место.
На Зимней Универсиаде-2019 в Красноярске завоевал две золотые медали, победив в индивидуальном спринте и смешанном командном спринте в паре с Христиной Мацокиной.
На первом этапе Кубка мира олимпийского сезона 2021/2022 годов, который проходил в конце ноября в финской Руке, в спринтерской гонке классическим стилем, впервые в карьере, стал победителем, опередив лыжников из Норвегии, Финляндии, Франции и других стран.
На зимних Олимпийских играх в Пекине Терентьев завоевал две бронзовые медали: в спринте свободным стилем и в командном спринте классикой вместе с Александром Большуновым.

## Результаты

### Олимпийские игры
| Олимпийские игры | Спринт | Командный спринт | 15 км | Скиатлон 15+15 км | Масс-старт 50 км | Эстафета |
| ---------------- | ------ | ---------------- | ----- | ----------------- | ---------------- | -------- |
| 2022 Пекин       | 3      | 3                | —     | —                 | —                | —        |

## Политическая деятельность
10 сентября 2023 года избран депутатом Собрания депутатов Ненецкого автономного округа по списку партии «Единая Россия».

## Личная жизнь
В отношениях с Натальей Непряевой с февраля 2022 года. 23 августа 2023 года пара сыграла свадьбу. 15 апреля 2024 года было объявлено о том, что они ждут ребёнка, а в августе у пары родилась дочь Василиса.

## Награды
- Медаль ордена «За заслуги перед Отечеством» II степени (25 февраля 2022 года) — за высокие спортивные достижения, волю к победе, стойкость и целеустремлённость, проявленные на XXIIV Олимпийских зимних играх 2022 года в городе Пекине (Китайская Народная Республика)[6];
- Заслуженный мастер спорта России (2022).